# Río São Francisco (Paraná)
El río São Francisco (en español: río San Francisco)  es un río que atraviesa el estado brasileño de Paraná, tiene 72,1 kilómetros de largo, nace en Santos Dumont município de Cascavel y desemboca en el río Paraná.
Afluentes: Arroyo Grande, Arroyo de Luz, Arroyo Tamoio Sanga Canoinha, Sanga Canela, Sanga Canelinha, Sanga Oscuro Bar, Sanga Trepador, Arroyo Lopeí, Sanga Dorano, Sanga zanco, Sanga cortos, Sanga Geriva, Mandarina Sanga, Sanga Tapui, Sanga Hervalzinho , Sanga de Pacas, Arroyo Toledo, Sanga Ipiranga, Sanga Lost, Sanga Golondrina, Sanga guaraní, Sanga Orangerie, Sanga losa, Sanga Manaus, Sanga Pinhalzinho, Sanga Pardo, Sanga Cedro, San Juan Sanga Sanga Garaipó, Sanga Siete Perros, Sanga perro perdido, Sanga Xaxim, Sanga Lost, Sanga Coati, Sanga Sanga Deceiver Angicos, Sanga Ipe, Sanga Lola, Sanga Macuco, Sanga Pato, Sanga perdido Eldorada Sanga.
- Datos: Q7665464